# Friuli Grave Traminer aromatico
Le Friuli Grave Traminer aromatico est un vin italien de la région Frioul-Vénétie Julienne doté d'une appellation DOC depuis le 1er octobre 1985. Seuls ont droit à la DOC les vins blancs récoltés à l'intérieur de l'aire de production définie par le décret.

## Caractéristiques organoleptiques
- couleur: jaune paille plus ou moins intense
- odeur: caractéristique, intense, aromatique
- saveur: caractéristique, sèche, fine

Le  Friuli Grave Traminer aromatico se déguste à une température comprise entre 8 et 10 °C. Il se boit jeune mais il se gardera 3– 4ans.

## Production
Province, saison, volume en hectolitres :
- Pordenone (1990/91) 1286,99
- Pordenone (1991/92) 1036,92
- Pordenone (1992/93) 1600,93
- Pordenone (1993/94) 1425,48
- Pordenone (1994/95) 1267,11
- Pordenone (1995/96) 1326,35
- Pordenone (1996/97) 1477,88
- Udine (1990/91) 369,67
- Udine (1991/92) 161,91
- Udine (1992/93) 208,11
- Udine (1993/94) 133,77
- Udine (1994/95) 188,79
- Udine (1995/96) 166,6
- Udine (1996/97) 179,48